# Седлнице
Седлнице (чеш. Sedlnice, нем. Sedlnitz) — небольшое село и община в Моравскосилезском крае Чехии. Находится возле города Нови-Йичин, в одноимённый район которого входит. Неподалеку от села находится города Штрамберк и Копршивнице.
Первое письменное упоминание о Седлнице датируется 1267 годом и относится к одноимённой реке, протекающей через село.
Население — 1811 человек (2024). Площадь общины — 13,7 км². С 4 июня 1998 года община имеет свой герб и флаг.
В центре села находится костёл Святого Михаила.